# Nafreda
Nafreda (Mafredi) ist ein Ort im Toledo District von Belize.

## Geografie
Der Ort liegt an einem südwestlichen Ausläufer der Maya Mountains an einer Straße, die vom Southern Highway im Osten nach San Antonio im Westen und nach Blue Creek im Südwesten führt.
Beim Ort verläuft der Crique Trosa und der Mafredi Creek.

## Klima
Nach dem Köppen-Geiger-System zeichnet Nafreda sich durch ein tropisches Klima mit der Kurzbezeichnung Af aus.